# Raionul Dnipro
Dnipro (în ucraineană Дніпровський район, transliterat: Dniprovskîi raion) este un raion în regiunea Dnipropetrovsk, Ucraina. Reședința sa este orașul Dnipro.

## Demografie
Componența lingvistică a raionului Dnipro
     Ucraineană (80,7%)
     Rusă (18,27%)
     Alte limbi (0,36%)
Conform recensământului din 2001, majoritatea populației raionului Dnipro era vorbitoare de ucraineană (80,7%), existând în minoritate și vorbitori de rusă (18,27%).